# カルロス・カラスコ (野球)
カルロス・ルイス・カラスコ（Carlos Luis Carrasco, 1987年3月21日 - ）は、ベネズエラのララ州バルキシメト出身のプロ野球選手（投手）。右投右打。フリーエージェント。

## 経歴

### プロ入りとフィリーズ傘下時代
2003年にアマチュアFAとしてフィラデルフィア・フィリーズと契約してプロ入り。
2006年に傘下のA級レイクウッド・ブルークロウズで12勝6敗、防御率2.26という数字を残し、将来のエース候補と呼ばれるようになる。しかし、その後は突然崩れる悪癖が目立つようになる。

### インディアンス時代

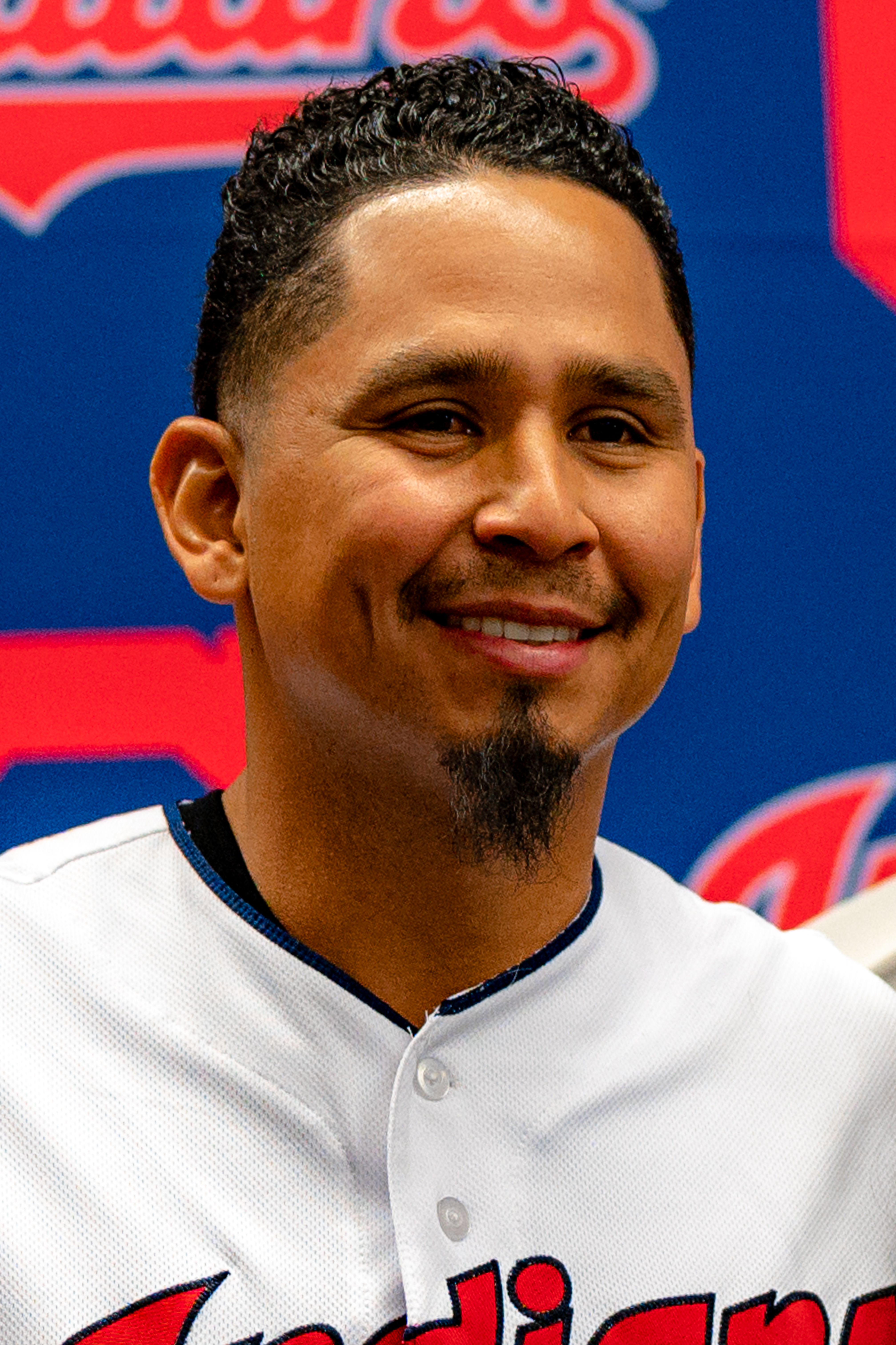
クリーブランド・インディアンス時代
（2020年2月1日）

2009年7月29日にクリフ・リー、ベン・フランシスコとのトレードで、ジェイソン・ドナルド、ルー・マーソン、ジェイソン・ナップと共にクリーブランド・インディアンスへ移籍した。9月1日のデトロイト・タイガース戦でメジャーデビューし、シーズン終了までに5試合に先発したが、0勝4敗、防御率8.71という成績に終わった。
2010年はシーズンの大半をAAA級コロンバス・クリッパーズで過ごし、シーズンの終盤になってメジャーへ昇格した。9月17日のカンザスシティ・ロイヤルズ戦でメジャー初勝利を挙げた。
2011年は初めてインディアンスの開幕ロースターに入った。4月下旬に右肘を痛めて故障者リストに入ったが、5月11日には復帰し、6月末までに8勝を挙げる活躍を見せた。ところが、7月は0勝5敗、防御率9.13と絶不調に陥り、8月に再び肘の痛みで故障者リスト入りした。9月14日にトミー・ジョン手術を受け、復帰は2013年になる予定と報じられた。
2013年、2年ぶりにメジャーのマウンドに戻ってきた。7試合の先発登板を含む15試合に登板したが、防御率6.75に終わり、手術からの完全復活とはならなかった。
2014年、先発ローテーション定着とまではならなかったが、14試合に先発投手として投げ、リリーフ登板も合わせると自己ベストの40試合でマウンドに登った。成績は8勝7敗、防御率2.55という良い内容であり、投球回を超える三振を奪って奪三振率9.4を記録するなど、手術からの復活・選手としての成長を果たした。
2015年1月15日に、球団と年俸調停を回避し1年総額230万ドルで契約を結んだ。この年は年間通じて先発ローテーションに入り、30試合に登板。チームトップタイの14勝（12敗）を記録したほか、アメリカンリーグ5位となる216個の三振を奪って奪三振率10.6を記録するなど、大いに飛躍した。
2016年は4月にハムストリングを痛めて故障者リストに入り、9月17日には先発してわずか2球でピッチャーライナーが右手に当たって骨折が判明しシーズン終了となった。この年は登板試合数が減少し、25試合だった為、規定投球回には届かなかったが、防御率3.32は前年から改善し、11勝8敗と2年連続で2桁勝利を記録。奪三振率も依然として9.0以上の数値をキープし、実力派スターターとしてチームに貢献した。チームはワールドシリーズまで進出したが、終盤に離脱したカラスコの復帰は叶わなかった。
2017年は7月7日のタイガース戦の5回に球団史上2人目となる3者3球三振を記録した。最終的に2年ぶりに年間通して先発として投げ、自身初の年間200イニングを達成。32試合で18勝6敗、防御率3.29で自身初のタイトルとなる最多勝利 を受賞した。最後の5登板で5連勝し、初の最多勝のタイトルを獲得し、チームメイトのコーリー・クルーバーも最多勝であり、ア・リーグとしては47年ぶり3度目のチームメイト2人による最多勝となった。
2018年も安定した結果を残し、17勝10敗、防御率3.38だった。この年はクルーバー、トレバー・バウアー、マイク・クレビンジャーと合わせて4人全員が200奪三振以上という史上初の記録を達成した。12月6日、球団と2022年までの4年総額4700万ドルで契約延長した。
2019年6月5日に故障者リスト入りし、6月上旬には球団がカラスコの血液検査の結果として「最適な治療と回復の選択肢を模索するため、プレーから離れる」と発表した。その後、7月6日に自身が白血病であることを公表した。治療を続けながら復帰に向けたトレーニングも行い、8月19日にAA級アクロン・ラバーダックスで闘病後初めて実戦に登板すると、1回無失点に抑えた。9月1日のタンパベイ・レイズ戦でメジャー復帰を果たし、その後も登板し続けた。オフにはカムバック賞やロベルト・クレメンテ賞を受賞した。
2020年は新型コロナウイルス感染症の影響で60試合の短縮シーズンになった中で12試合に先発登板し、3勝4敗、防御率2.91の好成績を残し、プレイヤーズ・チョイス・アワーズのカムバック賞に選出された。

### メッツ時代
2021年1月7日にアーメッド・ロザリオ、アンドレス・ヒメネス、アイザイア・グリーン、ジョシュ・ウルフとのトレードで、フランシスコ・リンドーアと共にニューヨーク・メッツへ移籍した。この年は12試合に登板して1勝5敗、防御率6.04、50奪三振を記録した。
2023年オフの11月3日にFAとなった。

### ガーディアンズ時代
2024年1月28日にクリーブランド・ガーディアンズとマイナー契約を結んだ。3月28日にガーディアンズの開幕ロースターに選出された。この年は21試合に先発したものの、3勝10敗と大きく負け越してしまい、首脳陣の期待に応えることが出来なかった。9月20日にウェイバー公示でAAA級コロンバスに配属された後、オフの10月22日にFAとなった。

### ヤンキース時代
2025年2月3日にニューヨーク・ヤンキースとマイナー契約を結び、同年のスプリングトレーニングに招待選手として参加することになった。開幕ロースター入りした場合の年俸は、150万ドルプラス出来高。3月22日に開幕ロースターに選出された。5月6日にイェリー・デロスサントスの復帰に伴いDFAとなり、2日後にAAA級スクラントン・ウィルクスバリ・レイルライダースに降格した。その後、6月1日に彼をオプション降格させることに伴う形でメジャー再昇格を果たしたものの、登板する機会が無いまま、2日後に今度はフェルナンド・クルーズを負傷者リストから復帰させることに伴って再びDFAとなり、翌4日に再度AAA級スクラントンに降格した。結局、この年ヤンキースでは8試合（うち2試合は中継ぎ）に登板して2勝2敗、25奪三振を記録したが、防御率は5.91と奮わなかった。

### ブレーブス時代
2025年7月28日に後日発表選手または金銭とのトレードで、アトランタ・ブレーブスに移籍した。8月14日にDFAとなった。8月16日にマイナー契約を拒否し自由契約となった。

## 人物
- 2014年に当時4歳の長女・カミラ（Camila）の入院の見舞いに行ったことがきっかけで小児病院を度々訪れることになった。それからは病院に限らず、癌患者、シングルマザー、アフリカの子供、母国近くの難民キャンプなどに多大なお金・物資・時間を提供して支援してきた。そのことが評価されて2019年にロベルト・クレメンテ賞を受賞した[34][35]。
- 愛称はクッキーが好物であることからクッキー[5]。

## 選手としての特徴
球種は、最速99.7mph（約160.5km/h）・平均94-95mph（約151-153km/h）の速球（フォーシーム・ツーシーム）と、平均86-88mph（約138-142km/h）のスライダー、平均81-83mph（130-134km/h）のカーブ、平均88-89mph（約142-143km/h）のチェンジアップ。

2013年以前の奪三振率は6.2と低かったが、2014年以降は9.8と高い。

## 詳細情報

### 年度別投手成績
| 年 度     | 球 団     | 登 板 | 先 発 | 完 投 | 完 封 | 無 四 球 | 勝 利 | 敗 戦 | セ 丨 ブ | ホ 丨 ル ド | 勝 率 | 打 者 | 投 球 回 | 被 安 打 | 被 本 塁 打 | 与 四 球 | 敬 遠 | 与 死 球 | 奪 三 振 | 暴 投 | ボ 丨 ク | 失 点 | 自 責 点 | 防 御 率 | W H I P |
| --------- | --------- | ----- | ----- | ----- | ----- | -------- | ----- | ----- | -------- | ----------- | ----- | ----- | -------- | -------- | ----------- | -------- | ----- | -------- | -------- | ----- | -------- | ----- | -------- | -------- | ------- |
| 2009      | CLE       | 5     | 5     | 0     | 0     | 0        | 0     | 4     | 0        | 0           | .000  | 112   | 22.1     | 40       | 6           | 11       | 1     | 0        | 11       | 0     | 1        | 23    | 22       | 8.87     | 2.28    |
| 2010      | CLE       | 7     | 7     | 1     | 0     | 0        | 2     | 2     | 0        | 0           | .500  | 188   | 44.2     | 47       | 6           | 14       | 1     | 1        | 38       | 1     | 0        | 20    | 19       | 3.83     | 1.37    |
| 2011      | CLE       | 21    | 21    | 1     | 0     | 0        | 8     | 9     | 0        | 0           | .471  | 536   | 124.2    | 130      | 15          | 40       | 3     | 4        | 85       | 3     | 0        | 68    | 64       | 4.62     | 1.36    |
| 2013      | CLE       | 15    | 7     | 0     | 0     | 0        | 1     | 4     | 0        | 0           | .200  | 218   | 46.2     | 64       | 4           | 18       | 2     | 1        | 30       | 2     | 0        | 36    | 35       | 6.75     | 1.76    |
| 2014      | CLE       | 40    | 14    | 1     | 1     | 0        | 8     | 7     | 1        | 0           | .533  | 529   | 134.0    | 103      | 7           | 29       | 1     | 3        | 140      | 4     | 0        | 40    | 38       | 2.55     | 0.99    |
| 2015      | CLE       | 30    | 30    | 3     | 1     | 0        | 14    | 12    | 0        | 0           | .538  | 730   | 183.2    | 154      | 18          | 43       | 2     | 5        | 216      | 5     | 0        | 75    | 74       | 3.63     | 1.07    |
| 2016      | CLE       | 25    | 25    | 1     | 1     | 0        | 11    | 8     | 0        | 0           | .579  | 599   | 146.1    | 134      | 21          | 34       | 2     | 3        | 150      | 4     | 1        | 64    | 54       | 3.32     | 1.15    |
| 2017      | CLE       | 32    | 32    | 1     | 0     | 1        | 18    | 6     | 0        | 0           | .750  | 798   | 200.0    | 173      | 21          | 46       | 2     | 10       | 226      | 10    | 0        | 73    | 73       | 3.29     | 1.10    |
| 2018      | CLE       | 32    | 30    | 2     | 0     | 0        | 17    | 10    | 0        | 0           | .630  | 784   | 192.0    | 173      | 21          | 43       | 4     | 6        | 231      | 9     | 0        | 78    | 72       | 3.38     | 1.13    |
| 2019      | CLE       | 23    | 12    | 1     | 1     | 1        | 6     | 7     | 1        | 1           | .462  | 341   | 80.0     | 92       | 18          | 16       | 1     | 2        | 96       | 2     | 0        | 48    | 47       | 5.29     | 1.35    |
| 2020      | CLE       | 12    | 12    | 0     | 0     | 0        | 3     | 4     | 0        | 0           | .429  | 280   | 68.0     | 55       | 8           | 27       | 0     | 2        | 82       | 6     | 0        | 22    | 22       | 2.91     | 1.21    |
| 2021      | NYM       | 12    | 12    | 0     | 0     | 0        | 1     | 5     | 0        | 0           | .167  | 237   | 53.2     | 59       | 12          | 18       | 0     | 0        | 50       | 1     | 0        | 39    | 36       | 6.04     | 1.43    |
| 2022      | NYM       | 29    | 29    | 0     | 0     | 0        | 15    | 7     | 0        | 0           | .682  | 645   | 152.0    | 161      | 17          | 41       | 2     | 8        | 152      | 5     | 0        | 71    | 67       | 3.97     | 1.33    |
| 2023      | NYM       | 20    | 20    | 0     | 0     | 0        | 3     | 8     | 0        | 0           | .273  | 417   | 90.0     | 115      | 18          | 38       | 0     | 6        | 66       | 3     | 1        | 71    | 68       | 6.80     | 1.70    |
| 2024      | CLE       | 21    | 21    | 0     | 0     | 0        | 3     | 10    | 0        | 0           | .231  | 447   | 103.2    | 112      | 19          | 33       | 0     | 5        | 89       | 5     | 0        | 68    | 65       | 5.64     | 1.40    |
| 2025      | NYY       | 8     | 6     | 0     | 0     | 0        | 2     | 2     | 0        | 0           | .500  | 142   | 32.0     | 39       | 7           | 10       | 0     | 0        | 25       | 0     | 0        | 21    | 21       | 5.91     | 1.53    |
| MLB：15年 | MLB：15年 | 324   | 277   | 11    | 4     | 2        | 110   | 103   | 2        | 1           | .516  | 6861  | 1641.2   | 1612     | 211         | 451      | 21    | 56       | 1662     | 60    | 3        | 796   | 756      | 4.14     | 1.26    |

- 2024年度シーズン終了時
- 各年度の太字はリーグ最高

### ポストシーズン投手成績
| 年 度     | 球 団     | シ リ ｜ ズ | 登 板 | 先 発 | 勝 利 | 敗 戦 | セ ｜ ブ | 打 者 | 投 球 回 | 被 安 打 | 被 本 塁 打 | 与 四 球 | 敬 遠 | 与 死 球 | 奪 三 振 | 暴 投 | ボ ｜ ク | 失 点 | 自 責 点 | 防 御 率 |
| --------- | --------- | ----------- | ----- | ----- | ----- | ----- | -------- | ----- | -------- | -------- | ----------- | -------- | ----- | -------- | -------- | ----- | -------- | ----- | -------- | -------- |
| 2017      | CLE       | ALDS        | 1     | 1     | 0     | 0     | 0        | 22    | 5.2      | 3        | 0           | 3        | 0     | 1        | 7        | 0     | 0        | 0     | 0        | 0.00     |
| 2018      | CLE       | ALDS        | 1     | 1     | 0     | 1     | 0        | 22    | 5.1      | 6        | 0           | 1        | 0     | 0        | 3        | 0     | 0        | 2     | 2        | 3.38     |
| 2020      | CLE       | ALWC        | 1     | 1     | 0     | 0     | 0        | 14    | 3.0      | 2        | 1           | 3        | 0     | 0        | 6        | 0     | 0        | 4     | 4        | 12.00    |
| 出場：3回 | 出場：3回 | 出場：3回   | 3     | 3     | 0     | 1     | 0        | 58    | 14.0     | 11       | 1           | 7        | 0     | 1        | 16       | 0     | 0        | 6     | 6        | 3.86     |

- 2024年度シーズン終了時

### 年度別守備成績
| 年 度 | 球 団 | 投手（P） | 投手（P） | 投手（P） | 投手（P） | 投手（P） | 投手（P） |
| 年 度 | 球 団 | 試 合     | 刺 殺     | 補 殺     | 失 策     | 併 殺     | 守 備 率  |
| ----- | ----- | --------- | --------- | --------- | --------- | --------- | --------- |
| 2009  | CLE   | 5         | 1         | 7         | 1         | 0         | .889      |
| 2010  | CLE   | 7         | 3         | 5         | 0         | 0         | 1.000     |
| 2011  | CLE   | 21        | 4         | 15        | 0         | 0         | 1.000     |
| 2013  | CLE   | 15        | 3         | 7         | 2         | 0         | .833      |
| 2014  | CLE   | 40        | 10        | 14        | 2         | 2         | .923      |
| 2015  | CLE   | 30        | 8         | 14        | 0         | 1         | 1.000     |
| 2016  | CLE   | 25        | 6         | 22        | 0         | 0         | 1.000     |
| 2017  | CLE   | 32        | 4         | 17        | 0         | 1         | 1.000     |
| 2018  | CLE   | 32        | 8         | 18        | 0         | 5         | 1.000     |
| 2019  | CLE   | 23        | 5         | 6         | 0         | 0         | 1.000     |
| 2020  | CLE   | 12        | 2         | 6         | 1         | 1         | .889      |
| 2021  | NYM   | 12        | 5         | 6         | 1         | 1         | .917      |
| 2022  | NYM   | 29        | 15        | 18        | 1         | 3         | .971      |
| 2023  | NYM   | 20        | 11        | 10        | 1         | 0         | .955      |
| 2024  | CLE   | 21        | 9         | 9         | 1         | 0         | .947      |
| MLB   | MLB   | 324       | 94        | 174       | 10        | 14        | .964      |

- 2024年度シーズン終了時
- 各年度の太字はリーグ最高

### タイトル
- 最多勝利：1回（2017年）

### 表彰
- ロベルト・クレメンテ賞：1回（2019年）[34][35]
- カムバック賞（MLB）：1回（2019年）
- カムバック賞（プレイヤーズ・チョイス・アワーズ）：1回（2020年）
- カムバック賞（スポーティング・ニュース）：1回（2020年）

### 記録
- 三者連続三球三振（2017年7月7日）
- 同一シーズン・同一球団で4人が200奪三振（2018年）※史上初[14]

### 背番号
- 59（2009年 - 2025年）